# Fujisawa-shuku
Fujisawa-shuku (jap. 藤沢宿 Fujisawa-shuku) – szósta z 53 stacji szlaku Tōkaidō, położona obecnie w Fujisawie.

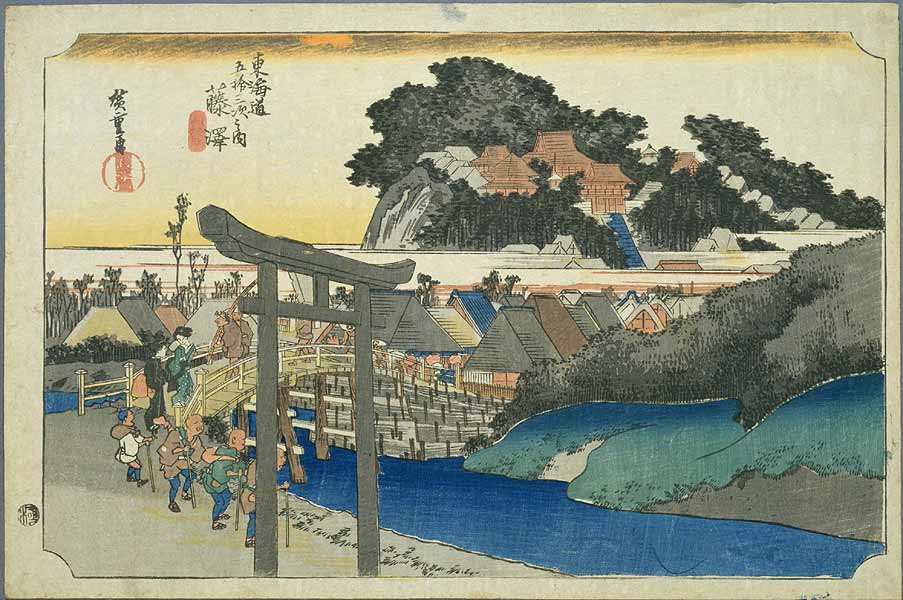
Stacja w latach 30. XIX wieku, Hiroshige Andō

Fujisawa została założona jako shukuba w 1601, ale nie była szóstą stacją Tōkaidō, aż do założenia Totsuka-juku.
Przed ustanowieniem Tōkaidō, Fujisawa rozwijała się jako miasto przy świątyni (jap. 門前町 monzen-machi), dzięki Yugyō-ji (jap. 游行寺), czołowej świątyni sekty Ji japońskiego buddyzmu.
Brama shukuby na wschód od Yugyō-ji, w kierunku Edo i brama na zachodzie, w kierunku Kioto, wyznaczały granice Fujisawy.
Mówiono, że było ponad 1 tys. budynków w tej stacji, o różnym charakterze.
Istniał tu też pałac Fujisawa (jap. 藤沢御殿 Fujisawa Goten), wybudowany w późnym okresie siogunatu Tokugawa.